# Buntbarsche
Buntbarsche (Cichlidae) oder Cichliden sind eine Familie der Knochenfische aus der Gruppe der Barschverwandten (Percomorphaceae). Nach den Karpfenfischen (Cyprinidae) und den Grundeln (Gobiidae) bilden die Buntbarsche mit etwa 1700 beschriebenen Arten die drittgrößte Fisch-Familie. Viele Arten sind wegen ihres farbenprächtigen Äußeren, des komplexen Verhaltensspektrums und der einfachen Pflege beliebte Aquarienfische, einige große Arten sind wichtige Speisefische.
In der Evolutionsbiologie hat die Untersuchung der Cichliden wesentlich zum Verständnis der Mechanismen der Artbildung beigetragen. Die Artenschwärme der Buntbarsche im Victoriasee und ihrer Verwandten in den benachbarten Afrikanischen Großen Seen können als Modell für eine relativ rasche Artenentwicklung betrachtet werden. Zudem sind Buntbarsche bedeutende Forschungsobjekte in der Verhaltensbiologie.

## Vorkommen

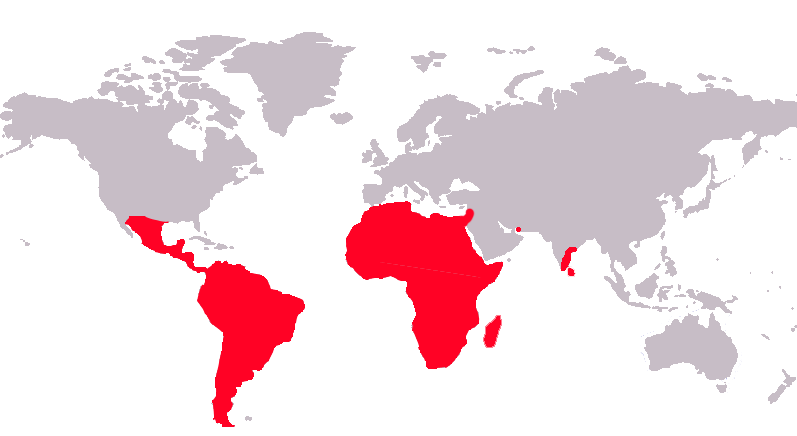
Verbreitungsgebiet

Buntbarsche bewohnen mit etwa 1100 beschriebenen Arten den größten Teil des tropischen Afrikas; weitere 200 bisher unbeschriebene Arten werden hier vermutet. Allein in den ostafrikanischen Seen Malawi, Tanganjika (350 Arten) und Viktoria (250–350 Arten) kommen jeweils mehrere hundert Arten vor. Hier stellen sie den Hauptbestandteil der Fischfauna. Etwa 570 Arten leben in Mittel- und Südamerika, vier auf Kuba und Hispaniola, eine auch in Texas. 29 Arten, die stark in ihrem Bestand gefährdet sind, leben auf Madagaskar. In Asien sind die Buntbarsche mit nur elf bis zwölf Arten vertreten: drei in Südindien und Sri Lanka, eine im Süden des Iran (Iranocichla hormuzensis) und sieben bis acht in Israel und Jordanien (Tal des Jordan). Die Buntbarsche Indiens, Madagaskars, Kubas und Hispaniolas gehen auch in Brackwasser. Coptodon guineensis kommt als einzige Buntbarschart von der Mündung des Senegal bis zur Mündung des Kunene im Meer vor.
Einige Arten wurden als Neozoen weit verbreitet. Der Mosambik-Buntbarsch (Oreochromis mossambicus) und mehr noch die Niltilapie (Oreochromis niloticus) wurden aus fischereiwirtschaftlichen Gründen (Aquakultur) in vielen tropischen Länder eingeführt. Ihre Verwilderung in mehreren Ländern hat negative ökologische Auswirkungen, da sie einheimische Arten verdrängen. Ein weiterer Buntbarsch, der Chanchito (Australoheros facetum) aus dem Süden Brasiliens und dem Norden Argentiniens, hat sich auch in Europa, im Süden Portugals und Spaniens, verbreitet und kommt inzwischen sogar in einigen deutschen Seen (Baden-Württemberg und Nordrhein-Westfalen) vor.

## Merkmale

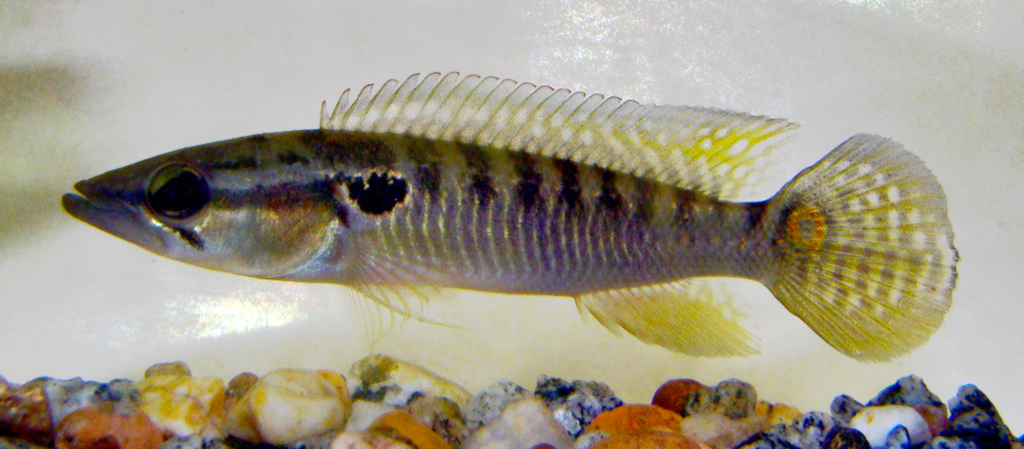
Der hechtförmige Crenicichla punctata zeigt ein Extrem in der Variabilität der Buntbarschkörperformen.

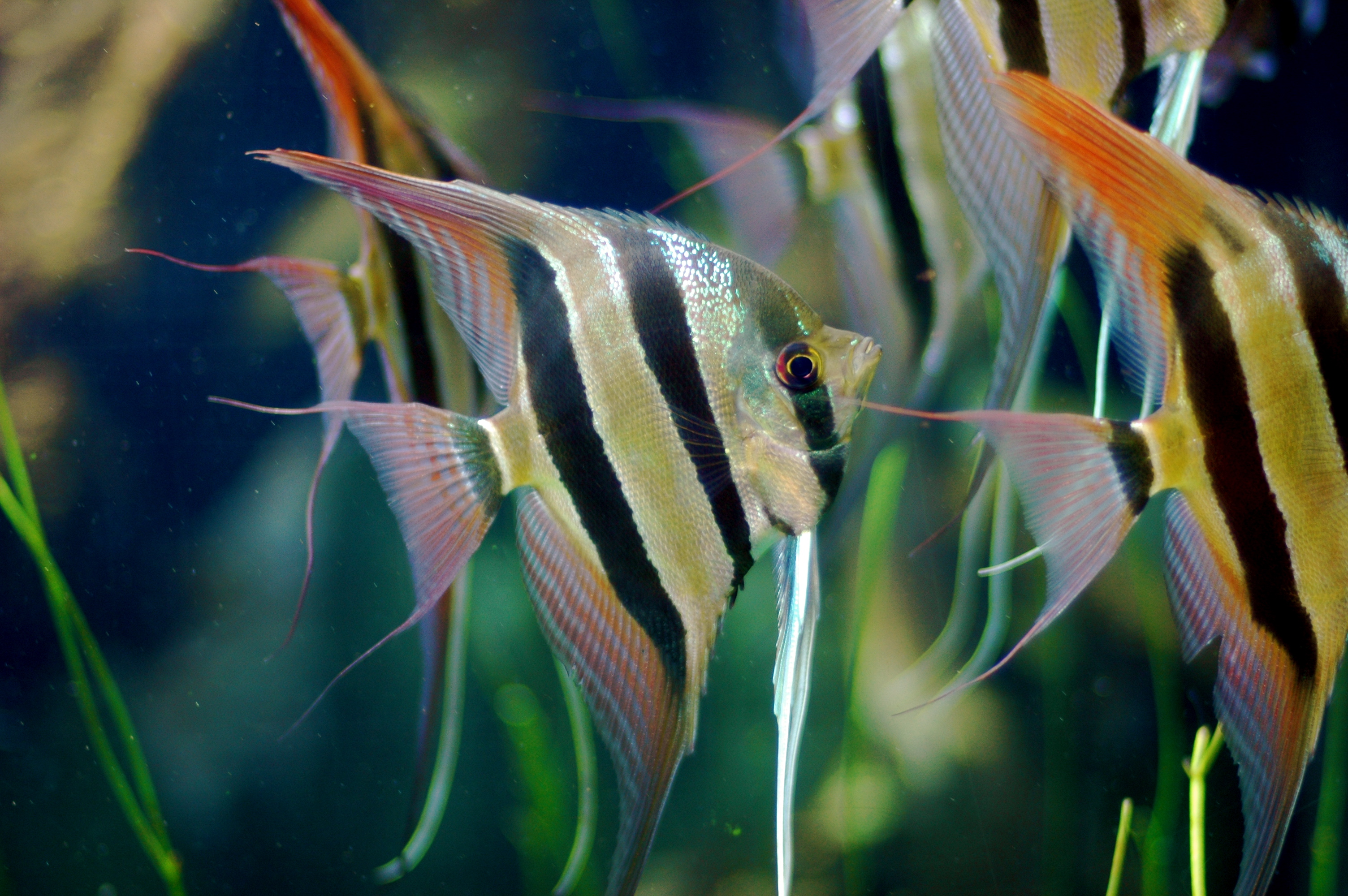
Der Hohe Segelflosser

Die Größe der Buntbarsche reicht von drei Zentimetern (Apistogramma) bis zu 80 Zentimetern (Boulengerochromis, Cichla). Ihre Grundform ist oval, etwas langgestreckt und seitlich abgeflacht, etwa so wie der Rote Buntbarsch in der Taxobox. Angepasst an ihr jeweiliges Habitat kann die Körperform jedoch auch stark von der Grundform abweichen. So sind die zwischen Stelzwurzeln im Orinoko- und Amazonasbecken lebenden Diskusfische und Skalare scheibenförmig, die Skalare weisen zudem stark erhöhte Rücken-, After- und Bauchflossen auf. Andere Buntbarsche sind hechtförmig (Crenicichla) oder langgestreckt (Teleogramma oder Julidochromis, Jagd in Felsspalten). Buntbarsche aus den Livingstonefällen oder den Sandufern des Tanganjikasee ähneln Grundeln. Zwischen diesen Extremen gibt es viele Übergangsformen. Die Maulform ist an die verschiedensten Ernährungstypen angepasst. Sie reicht von tief gespalten bei räuberischen Arten (wie Crenicichla) bis hin zu stark unterständig und auf das Abraspeln von Felsenaufwuchs spezialisiert (bei Labeotropheus).
Im Unterschied zu den meisten anderen Fischen haben Buntbarsche auf jeder Kopfseite nur ein Nasenloch. Ihre Seitenlinie ist unterbrochen, der vordere Teil läuft auf der oberen Körperhälfte parallel zur Rückenkrümmung, der hintere auf der Seitenmitte bis auf den Schwanzflossenstiel. Entlang der Seitenlinie zählt man 20 bis 50 Schuppen, in Ausnahmefällen mehr als 100. In der einzigen Rückenflosse ist deutlich ein hartstrahliger und ein weichstrahliger Teil zu unterscheiden. Sie wird von sieben bis 25 Flossenstacheln und fünf bis 30 Weichstrahlen gestützt. Die Afterflosse hat normalerweise drei Flossenstacheln (bei wenigen Arten auch vier bis neun, bei Etroplus zwölf bis fünfzehn) und vier bis fünfzehn Weichstrahlen, in Ausnahmefällen auch mehr als 30. Die Schwanzflosse ist meist abgerundet oder schließt gerade ab, in vielen Fällen, manchmal nur bei den Männchen, mit filamentartigen Auswüchsen oben und unten. Nur wenige Buntbarsche besitzen eine gegabelte Schwanzflosse.

## Lebensweise

### Ernährung
Die Ernährungsweisen der Buntbarsche sind sehr vielfältig. So gibt es generalisierte Räuber, Planktonfresser, Aufwuchsfresser, Pflanzenfresser und Larvenfresser. In den Seen des Ostafrikanischen Grabenbruches ist die Spezialisierung bezüglich der Ernährung besonders gut zu sehen und erforscht worden.
Viele der Buntbarsche sind primär Pflanzenfresser, die sich von Algen (z. B. Petrochromis) und Pflanzen (z. B. Etroplus suratensis) ernähren. Kleine Tiere, wie Wirbellose, machen nur einen geringen Teil ihrer Nahrung aus. Detritivore, zu welchen die Gattungen Oreochromis, Sarotherodon und Tilapia gehören, fressen verschiedenes organisches Material.
Räuberisch lebende Buntbarsche fressen wenig bis gar kein Pflanzenmaterial. Eingeteilt werden die Räuber in Spezialisten und in Generalisten, die Jagd auf kleine Tiere wie Fische und Insektenlarven machen. Trematocranus ist zum Beispiel ein auf Schnecken spezialisierter Buntbarsch, während sich Pungu maclareni von Schwämmen ernährt. Ein Teil der Buntbarsche ernährt sich ganz oder teilweise von anderen Fischen. Hechtbuntbarsche sind heimliche Räuber, die sich aus einem Versteck heraus auf vorbeischwimmende Fische stürzen, während Rhamphochromis-Arten ihre Beute im offenen Gewässer verfolgen. Einige Gattungen der Buntbarsche (z. B. Caprichromis) ernähren sich von den Eiern oder Juvenilen anderer Spezies. Dafür rammen die Räuber teilweise die Köpfe von Maulbrütern, die dadurch gezwungen sind, ihre Jungtiere auszuspucken. Zu den Buntbarschen mit außergewöhnlicher Ernährungsstrategie gehören Corematodus, Docimodus, Plecodus, Perissodus und Genyochromis mento, welche sich von Schuppen und Flossen anderer Fische ernähren. Dieses Verhalten ist als Lepidophagie bekannt. Eine ebenfalls spezielle Ernährungsstrategie zeigen Nimbochromis und Parachromis, die sich tot stellen und regungslos daliegen, bis Beute heranschwimmt und geschnappt werden kann.

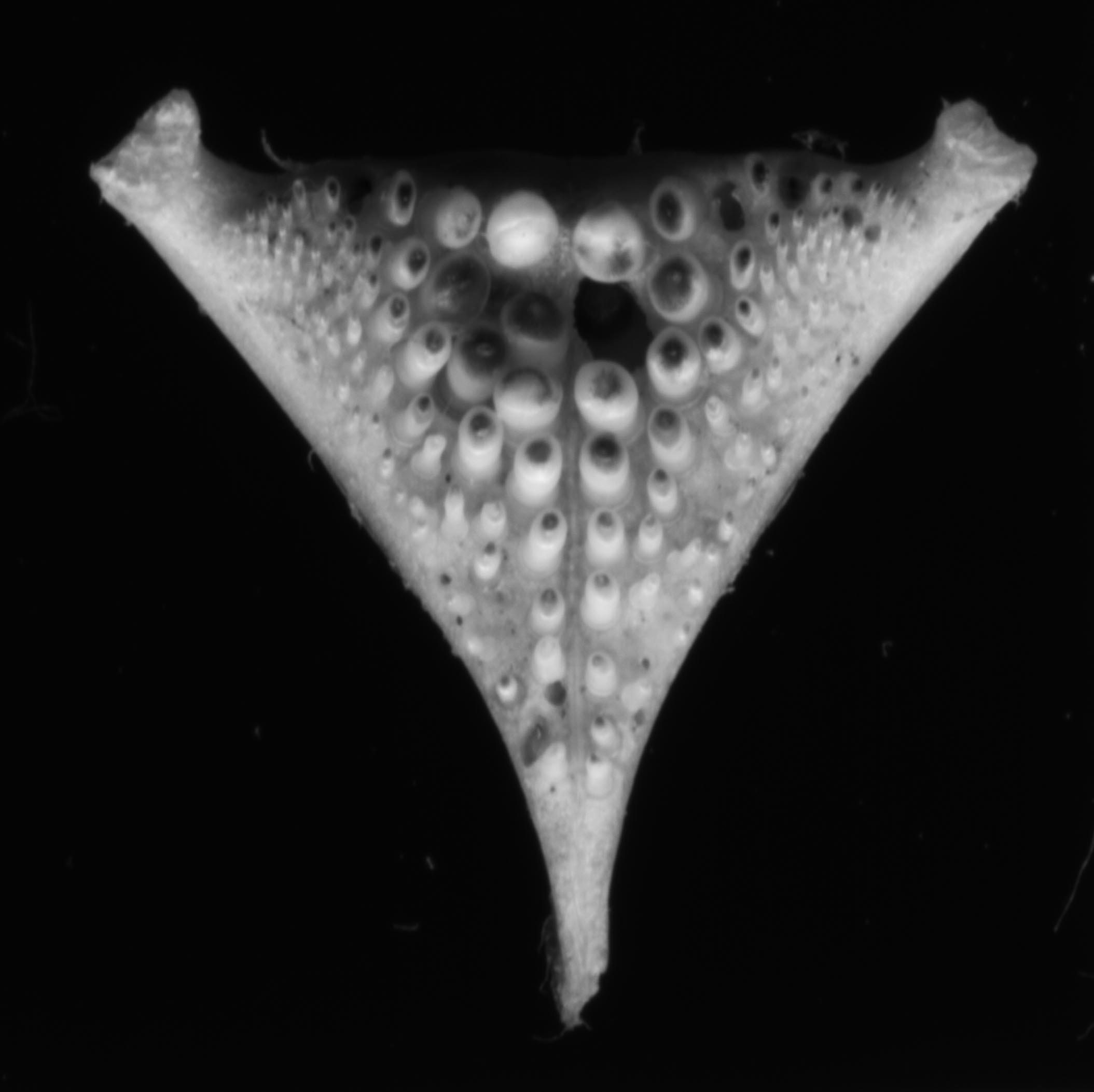
Unterer Schlundkieferknochen mit molariformen Zähnen (Ctenochromis horei)

An die verschiedenen Ernährungsstrategien angepasst sind die unterschiedlichen Schlundzähne. Mit dem Kiefer wird die Nahrung aufgenommen und festgehalten, während die Schlundzähne als Kauwerkzeug dienen. Durch die verschiedenen Ernährungsstrategien ist es den Buntbarschen möglich, unterschiedliche Habitate zu besiedeln.

#### Schlundkiefer

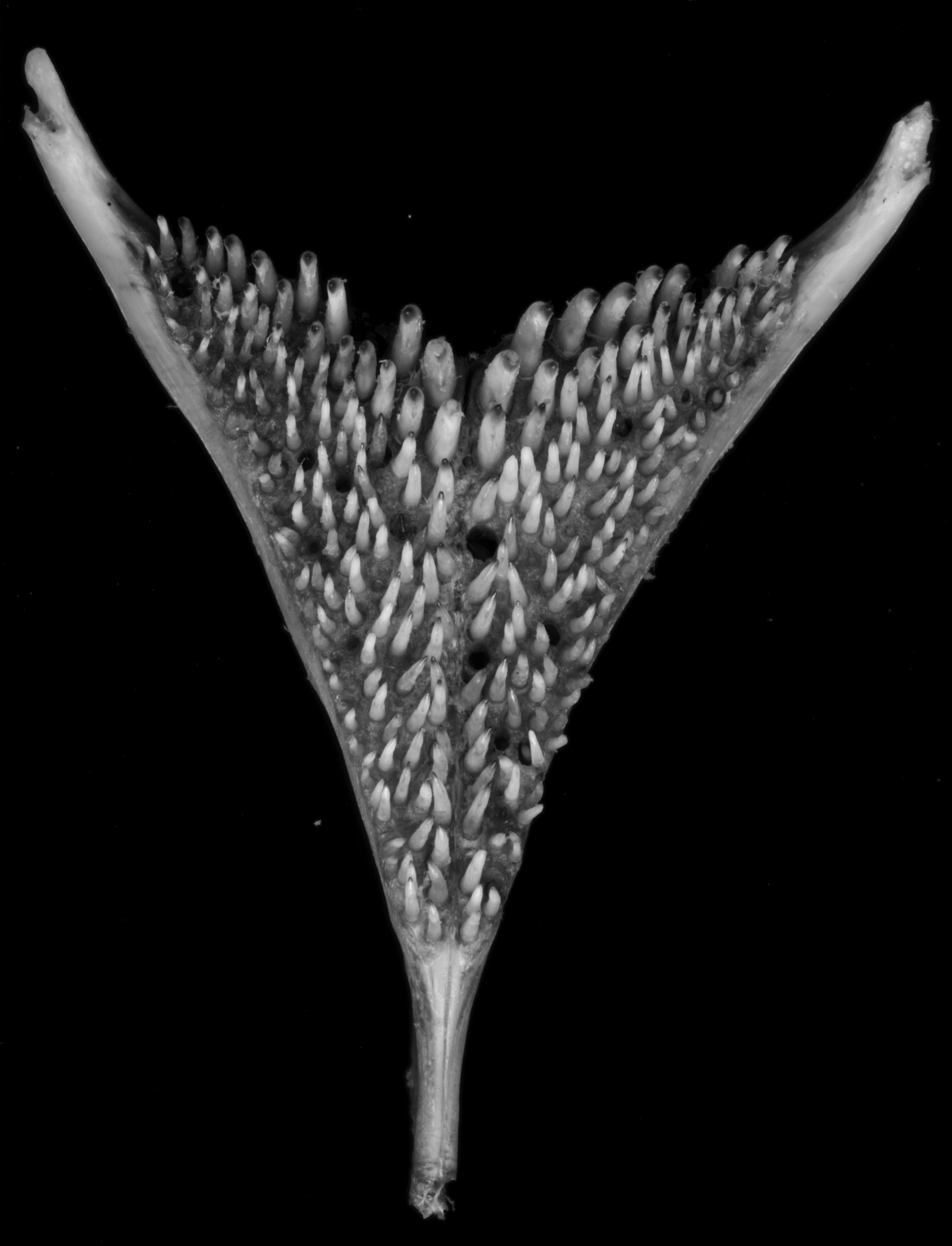
Unterer Schlundkieferknochen mit konischen Zähnen (Boulengerochromis microlepis)

Unter anderem könnte die strukturelle Diversität des unteren Schlundkiefers ein Grund für das Auftreten der vielen Buntbarscharten sein. Die konvergente Evolution fand im zeitlichen Verlauf der Radiation statt, synchron zu den unterschiedlichen trophischen Nischen.
Der Schlundkieferapparat besteht aus zwei oberen und einer einzelnen unteren Platte, welche alle eine Bezahnung aufweisen, die sich in Größe und Typ unterscheidet. Die Struktur des unteren Schlundkiefers ist oft mit der Ernährungsart der Spezies assoziiert.
Um Schalenweichtiere knacken zu können, muss eine erhebliche Druckkraft erzeugt werden, weshalb die Buntbarsche, welche sich von Schalenweichtieren ernähren (z. B. der Hechtbuntbarsch Crenicichla minuano), molariforme Zähne und einen verstärkten Schlundkieferknochen haben. Um schalenlose Beutetiere packen und zerbeißen zu können, benötigen die Räuber konische, zurückgebogene Zähne. Bei den herbivoren Buntbarschen wurden ebenfalls strukturelle Unterschiede der Schlundkieferbezahnung gefunden. Buntbarsche, die auf Algen spezialisiert sind (z. B. Pseudotropheus), weisen eher kleine konische Zähne auf. Arten, die sich von Hülsen oder Samen ernähren, benötigen große konische Zähne für das Zerbeißen ihrer Nahrung.
Zusätzlich zur Bezahnung weist auch die Form des unteren Schlundkieferknochens eine große Variation auf.

### Kampfverhalten
Die männlichen Fische der Art Oreochromis mossambicus reagieren in der Regel äußerst aggressiv, wenn Artgenossen in ihr Revier eindringen. Im stets folgenden Revierkampf gegen die Eindringlinge steigt bei ihnen die Blutkonzentration von Sexualhormonen deutlich an. Die Konzentration dieser Androgene erhöht sich jedoch nicht nur bei den Kämpfern, sondern sogar bei anderen dem Kampf zuschauenden Männchen. Durch verschiedene Experimente haben portugiesische Wissenschaftler um Rui Oliviera von der Hochschule für angewandte Psychologie in Lissabon (Portugal) herausgefunden, dass die Revierkämpfer vor allem dann ihre Hormonproduktion steigern, wenn sie in einem Kampf auf Grund der geringeren Größe oder einer erkennbaren Verletzung des Rivalen gute Aussichten auf einen Sieg haben. Können sie jedoch ihre Erfolgsaussichten nicht klar einschätzen, verändert sich bei ihnen auch nicht die Hormonkonzentration.

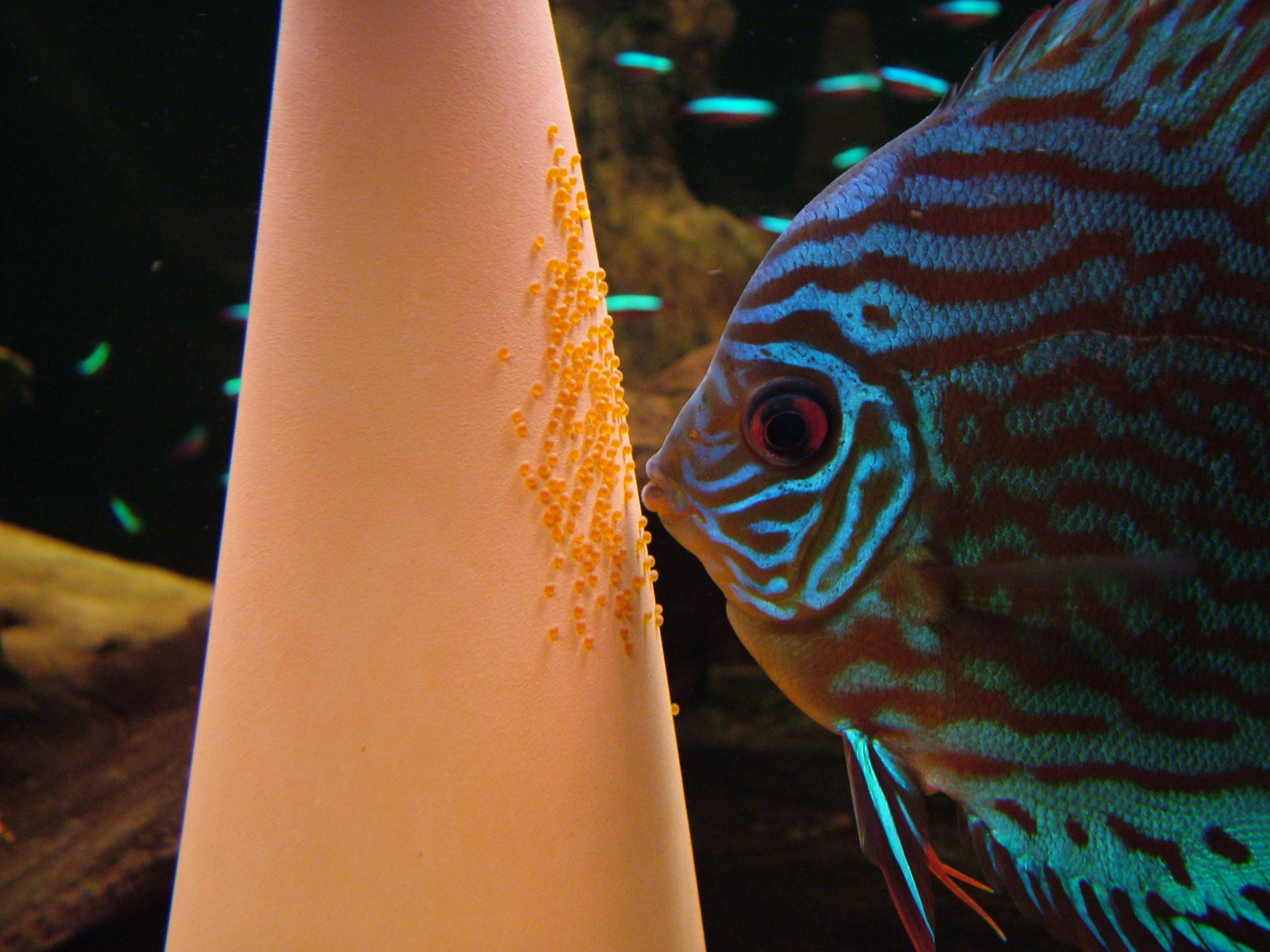
Diskusfisch mit Laich an einem tönernen Laichkegel zur Nachzucht im Aquarium

### Brutpflege

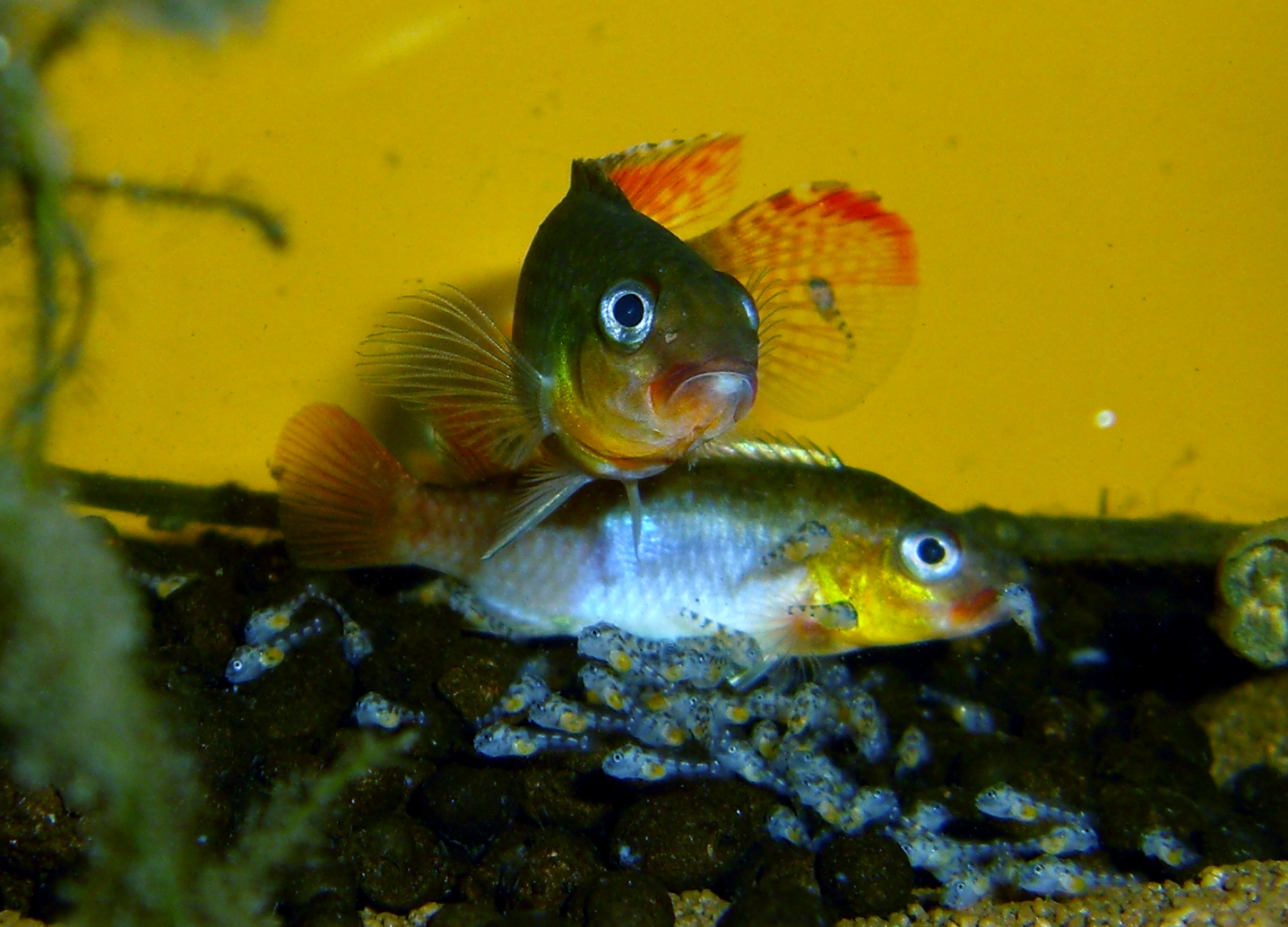
Congochromis sabinae-Paar mit Jungfischen

Die meisten Arten zeigen ein für Fische recht ausgeprägtes Brutpflegeverhalten sowohl für die Eier als auch für die Larven. Man unterscheidet Substratlaicher (mit Offenlaichern und Höhlenlaichern) und Maulbrüter. Buntbarsche beschützen die Eier, indem sie Feinde von Gelege und Larven fernhalten und die Eier durch „Ablutschen“ und Fächeln reinigen. Je umfassender und somit erfolgversprechender die Brutpflege ist, desto weniger Eier werden gelegt. Häufig dauert sie an, bis die Jungtiere mehrere Wochen alt sind. Bei einigen der im Tanganjikasee vorkommenden Arten sind sogar die älteren Geschwister an der Aufzucht der jüngeren beteiligt.
Je nachdem, in welcher Form sich die Elternteile an der Brutpflege beteiligen, unterscheidet man folgende Familienformen:
- Elternfamilie: Weibchen und Männchen üben die Brutpflege gemeinsam aus, wobei das Männchen meist einen größeren Anteil an der Revierverteidigung hat – in den meisten Fällen die dauerhafteste Familienbindung im Tierreich (z. B. bei den Buntbarschen der Tribus Cichlasomatini).
- Mann-Mutter-Familie: das Weibchen übt die Brutpflege allein aus, während das Männchen das Revier verteidigt. Auch nach dem Freischwimmen der Jungfische betreut das Weibchen allein die Jungen (z. B. bei Buntbarschen der Gattung Crenicara und Telmatochromis.) Diese Familienform ist oft mit Polygamie verbunden. Dann spricht man von einer Mann-Mütter-Familie.
- Mutterfamilie: Das Weibchen übt die Brutpflege allein aus, das Männchen beteiligt sich nicht an der Brutpflege (z. B. bei den maulbrütenden Buntbarschen des Malawisees).
- Vater-Mutter-Familie: Das Weibchen übt die Brutpflege zuerst allein aus, während das Männchen das Revier verteidigt. Schwimmen die Jungfische frei, so werden sie von beiden Eltern betreut (z. B. bei offenbrütenden Buntbarschen wie der Gattung Pelvicachromis.)

## Systematik

### Äußere Systematik

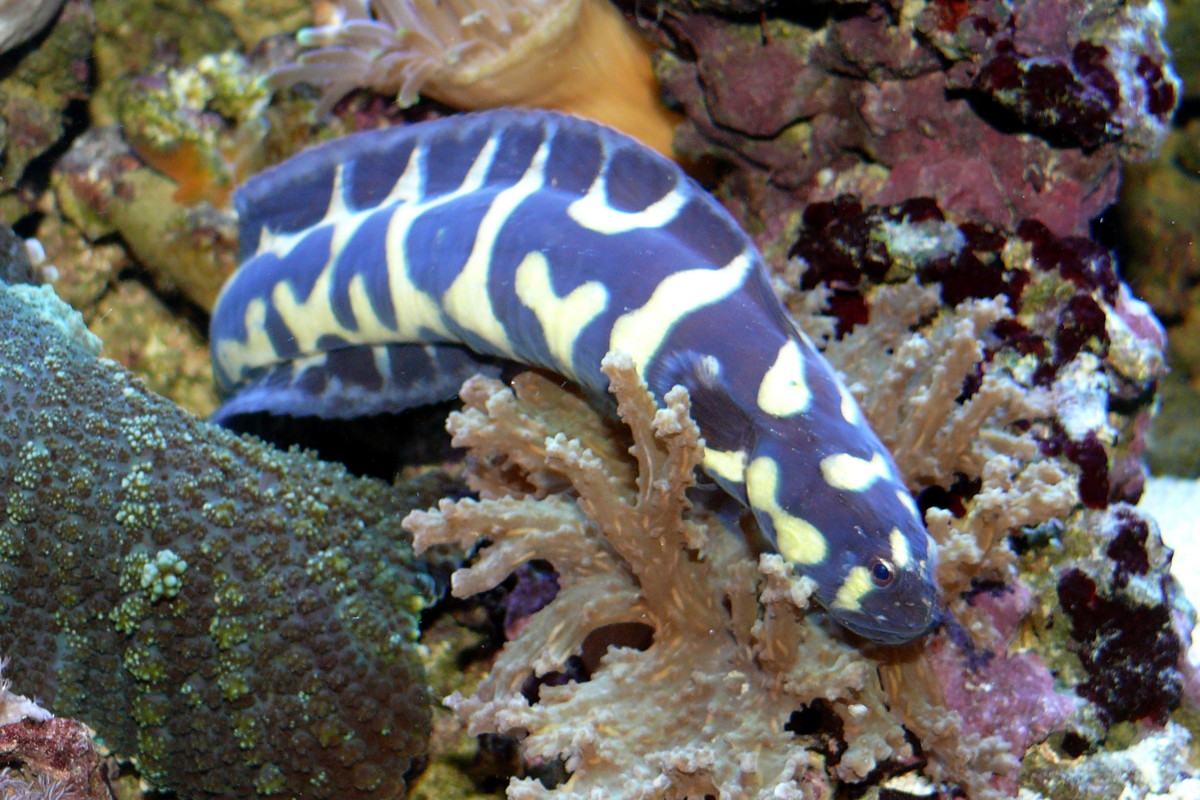
Pholidichthys leucotaenia ist ein naher Verwandter der Buntbarsche.

Die Buntbarsche wurden traditionell mit einigen Familien von Meeresfischen in die Unterordnung der Lippfischartigen (Labroidei) innerhalb der Ordnung der Barschartigen (Perciformes) gestellt. Die Verwandtschaft der Familien wird durch die Anatomie der Schlund- und Kiemenregion gestützt.
DNA-Sequenzierungen lassen aber keine Verwandtschaft zwischen Lippfischen, Papageifischen und Odaciden auf der einen und Buntbarschen, Brandungsbarschen und Riffbarschen auf der anderen Seite erkennen. Die ähnliche Schädelanatomie muss unabhängig voneinander mindestens zwei Mal entstanden sein.
Für die Buntbarsche, die Ährenfischverwandten, die Brandungsbarsche und Riffbarsche und einige andere mit ihnen verwandte Taxa wird deshalb eine neue systematische Gruppe innerhalb der Barschverwandten, die Ovalentaria, vorgeschlagen. Als Schwestergruppe der Buntbarsche wurde überraschenderweise Pholidichthys ermittelt, eine nur zwei Arten umfassende Gattung und Familie von aalartig langgestreckten Meeresfischen, die mit den Buntbarschen das einzelne Nasenloch auf jeder Kopfseite, ein paariges Haftorgan auf der Kopfoberseite der Larven und die intensive Brutpflege teilen. Als neue Ordnung für die Buntbarsche und Pholidichthys wird in aktuellen Systematiken die nach den Cichliden benannte Ordnung Cichliformes verwendet.

### Innere Systematik
Die Buntbarsche werden in vier Unterfamilien und in eine Reihe von Triben eingeteilt. An der Basis des Stammbaums stehen die in Indien und Madagaskar lebenden Etroplinae und die madagassischen Ptychochrominae. Die weit mehr als 1200 Arten der afrikanischen Buntbarsche gehören alle zur Unterfamilie Pseudocrenilabrinae, die süd- und mittelamerikanischen zur Unterfamilie Cichlinae.

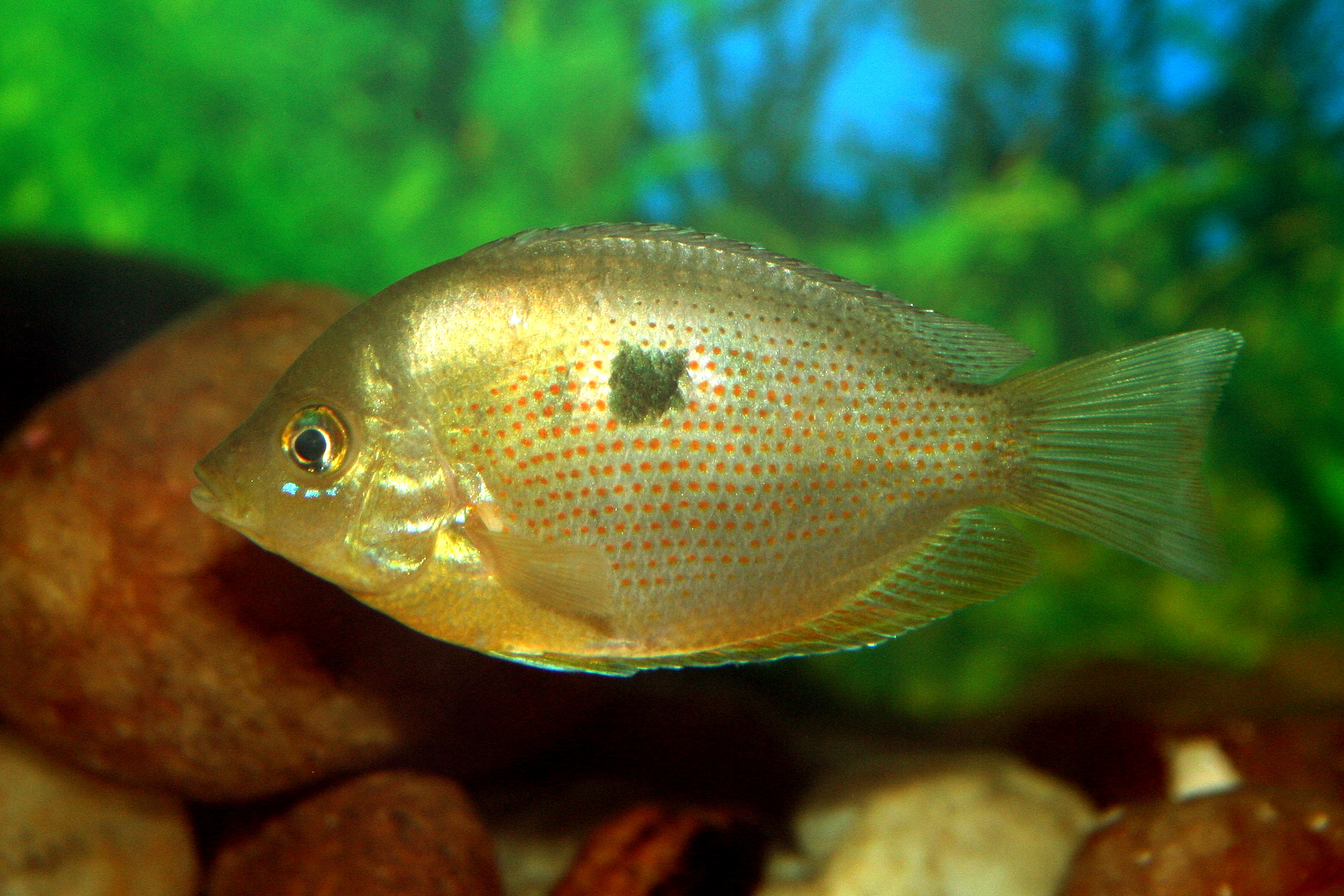
Indischer Buntbarsch
(Pseudetroplus maculatus)

Folgendes Kladogramm gibt die wahrscheinlichen verwandtschaftlichen Verhältnisse wieder:
|  | Ptychochrominae (Madagaskar)                                                                                      |
|  | |
|  | \| \| Pseudocrenilabrinae (Afrika & Vorderasien) \| \| \| \| \| \| Cichlinae (Süd- und Mittelamerika) \| \| \| \| |
|  | |
|  | Pseudocrenilabrinae (Afrika & Vorderasien)                                                                        |
|  | |
|  | Cichlinae (Süd- und Mittelamerika)                                                                                |
|  | |

|  | Pseudocrenilabrinae (Afrika & Vorderasien) |
|  |                                            |
|  | Cichlinae (Süd- und Mittelamerika)         |
|  |                                            |

|  | Ptychochrominae (Madagaskar)                                                                                      |
|  | |
|  | \| \| Pseudocrenilabrinae (Afrika & Vorderasien) \| \| \| \| \| \| Cichlinae (Süd- und Mittelamerika) \| \| \| \| |
|  | |
|  | Pseudocrenilabrinae (Afrika & Vorderasien)                                                                        |
|  | |
|  | Cichlinae (Süd- und Mittelamerika)                                                                                |
|  | |

|  | Pseudocrenilabrinae (Afrika & Vorderasien) |
|  |                                            |
|  | Cichlinae (Süd- und Mittelamerika)         |
|  |                                            |

### Gattungen
Es gibt fast 1750 Arten aus über 240 Gattungen:

## Sympatrische Artbildung
Sympatrische Artbildung (das Entstehen neuer Arten im Gebiet der Ursprungsart(en)) findet sich bei Buntbarschen in isolierten Seen, z. B. in Kraterseen in Nicaragua (Apoyo, Masay) und im Barombi Mbo und Bermin-Kratersee (Kamerun).
Die Buntbarscharten dieser Seen stammen von jeweils einer eingewanderten Art ab, unterscheiden sich aber heute deutlich in ihrer Morphologie und ökologischen Nische. Eine allopatrische Artbildung kann in diesen kleinen Kraterseen ausgeschlossen werden.

## Stammesgeschichte

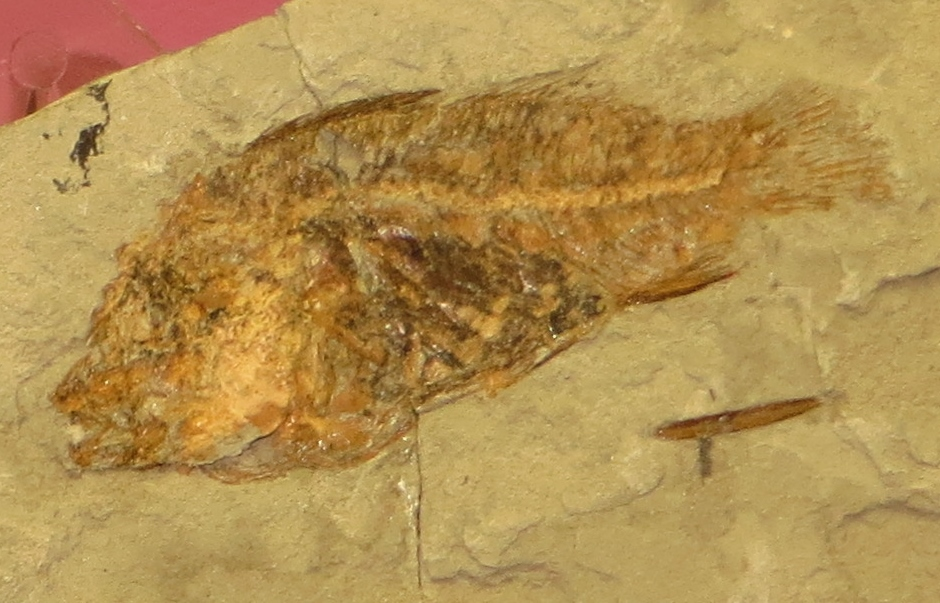
Fossil von Oreochromis lorenzoi aus dem Miozän von Italien

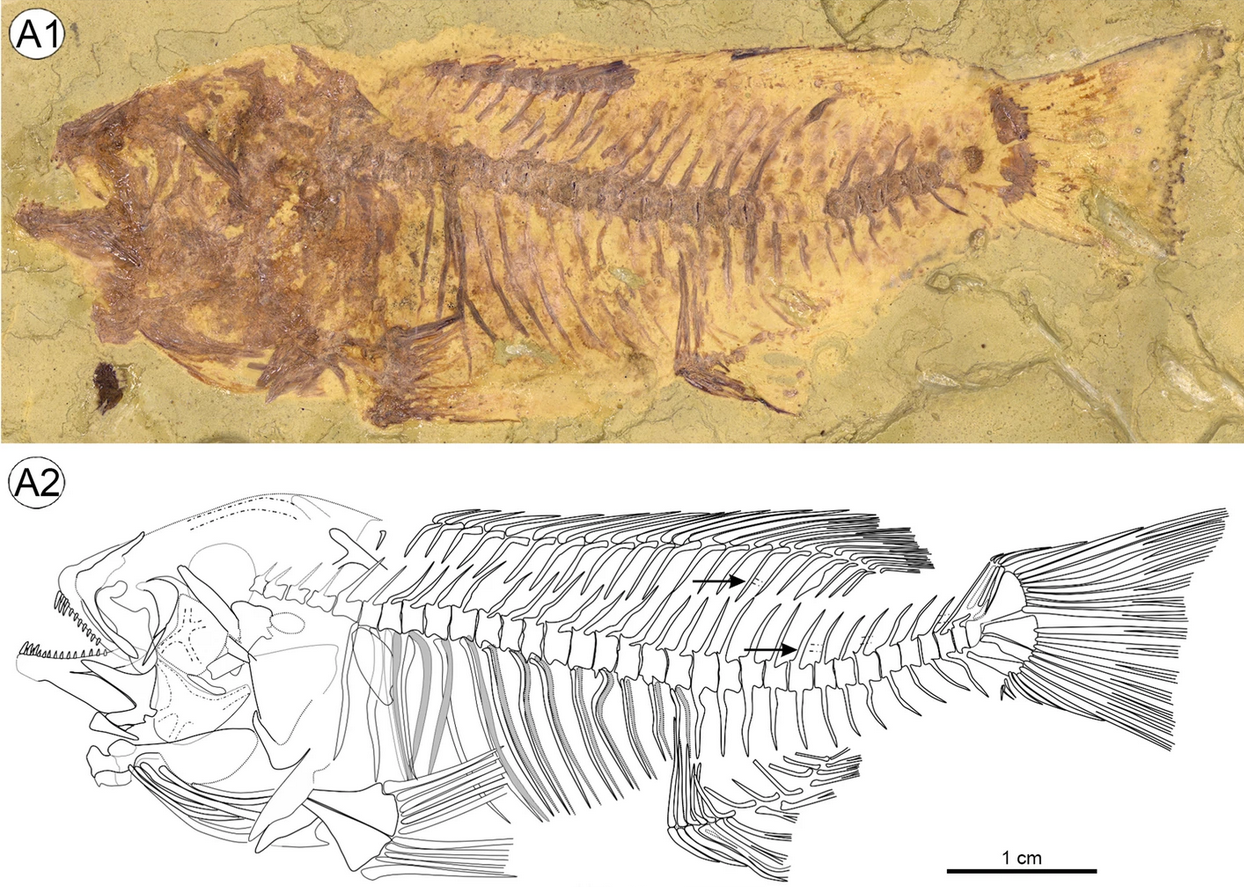
Fossil von Warilochromis aus dem Miozän von Kenia

Molekulare Daten sprechen für eine Entstehung der Familie der Cichliden vor 97 bis 78 Millionen Jahren. Die indisch-madegassischen Etroplinae sind etwa 87 bis 66 Millionen Jahre alt, die rein madegassischen Ptychochrominae 78 bis 60 und die Neuweltcichliden und die Unterfamilie Pseudocrenilabrinae trennten sich vor 70 bis 55 Millionen Jahren voneinander. Das bedeutet, dass die Aufspaltung in die vier Unterfamilien lange nach dem Auseinanderbrechen Gondwanas stattfand. Entweder verbreiteten sich die heute fast ausschließlich im Süßwasser und nur mit wenigen Arten auch im Brackwasser vorkommenden Buntbarsche über Meere und Meeresarme oder es gab einen unbekannten marinen Vorfahren, dessen Nachfahren nacheinander unabhängig voneinander die Kontinente besiedelte. Da die im Meere lebende Gattung  Pholidichthys der engste Verwandte der Buntbarsche ist, könnte es sein, dass eine hohe Salztoleranz in der frühen Evolution der Buntbarsche noch weit verbreitet war.
Der große Artenschwarm der Ostafrikanischen Großen Seen entstand vor etwa 9,5 bis 6,9 Millionen Jahren, der jüngste gemeinsame Vorfahre der Buntbarsche des Victoria- und des Malawisees lebte vor 3,1 bis 1,7 Millionen Jahren. Etwas jünger ist der Artenschwarm im kamerunischen See Barombi Mbo (2,3 bis 1,4 Millionen Jahre).
Wie Fossilien von fünf Buntbarscharten (Gattung Mahengechromis) aus einem ehemaligen kleinen Kratersee aus dem Eozän (46,3–45,7 Mio. Jahre) von Tansania zeigen, bildete die Familie auch in der Vergangenheit Artenschwärme.

## Bedeutung für die Aquaristik

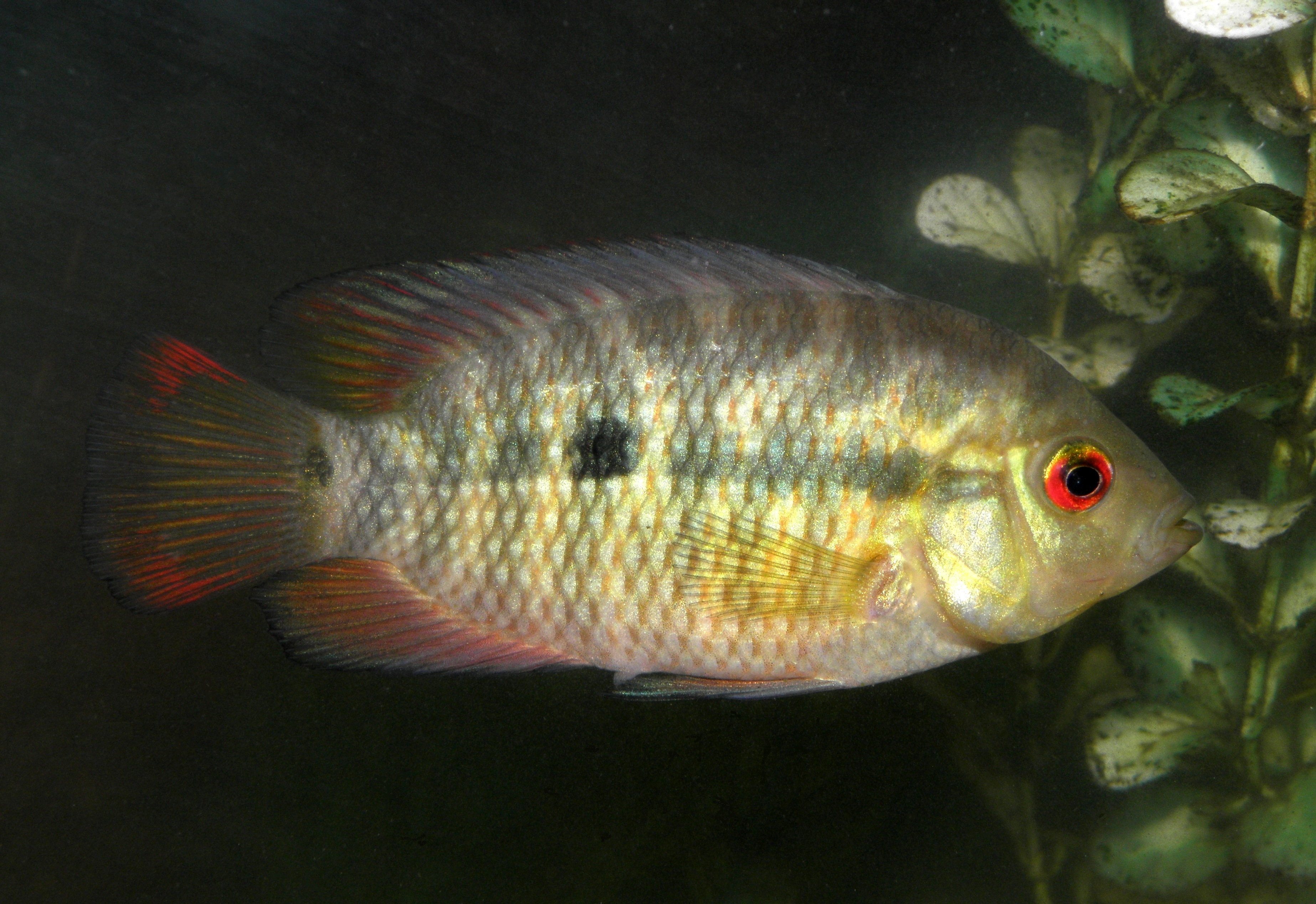
Chanchito

Der erste Buntbarsch in der Aquaristik war der Chanchito (Australoheros facetum), eine heutzutage aquaristisch vergessene Art aus Argentinien, Brasilien und Uruguay. Um die Jahrhundertwende war er ein sehr beliebter Aquarienfisch, insbesondere weil er auch kühle Temperaturen aushält. Um 1909 kamen mit Schwarzgebänderten Buntbarschen (Rocio octofasciata, Populärname „Jack Dempsey“) die ersten Buntbarsche aus Mittelamerika in die Aquarien Europas und der Vereinigten Staaten. In der Mitte des 20. Jahrhunderts wurden die Seenkette im Ostafrikanischen Grabenbruch und der Viktoriasee von Aquaristen entdeckt. Die enorme Artenzahl endemischer Arten in diesen Seen führte rasch zu großer Beliebtheit in der Aquaristik. Besonders Arten aus dem Tanganjika-See und dem Malawi-See (Mbunas und Utakas, auch Nicht-Mbunas genannt) wurden nach Europa und Amerika ausgeführt.
Gehalten werden Buntbarsche am besten in reinen Cichlidenbecken, zum Beispiel einem Biotop-Aquarium. Besonders problematisch ist, dass sich viele der Arten an den im Aquarium gepflegten Pflanzen vergreifen. Aquarianern, die diese Arten halten, stehen nur eine begrenzte Anzahl von Pflanzenarten zur Verfügung. Dazu zählt unter anderem das Zwergspeerblatt.
Siehe auch: Deutsche Cichliden-Gesellschaft